# Нейвенби
Нейвенби (англ. Navenby) — деревня в Линкольншире, Англия, Великобритания. Расположена в 13 километрах к югу от окружного города Линкольн и в 14 километрах к северо-западу от Слифорда. На момент переписи 2011 года население Нейвенби составляло  2128 человек. Деревня входит в состав района местного самоуправления Северный Кестивен, и в марте 2011 года была названа «лучшей деревней» в Англии по результатам национального опроса.
В Нейвенби было обнаружено кладбище бронзового века и остатки поселения железного века. Историки также считают, что деревня была важным пунктом на римской дороге Эрмин-стрит, так как, по сообщениям, римляне содержали небольшую базу или гарнизон в деревне. Нейвенби стал рыночным городом после получения устава от Эдуарда Исповедника в XI веке. Позже устав был обновлен Вильгельмом II, Эдуардом III и Ричардом II. Когда в начале XIX века рынок перестал функционировать, Нейвенби вернулся в статус деревни.
Гражданский приход Нейвенби является деревенским и занимает более 2100 акров (850 га). Он расположен на Эрмин-стрит, римской дороге, построенной между 45 и 75 гг. н. э., которая проходит между Лондоном и Йорком. 

## История

### Ранняя история
Археологические исследования вокруг Нейвенби показывают, что этот район был населен по меньшей мере с британского бронзового века, около 600 года до нашей эры. Остатки британских ферм железного века были найдены на Чапел-Лейн, месте, которое в настоящее время охраняется как общественное открытое пространство окружными и приходскими советами и поддерживается археологической группой Нейвенби.
Значительные римские находки включают в себя части магазинов и домов, выходившие на Эрмин-стрит — римскую дорогу, проходящую через деревню. Город Линкольн был очень важен. В то время, вероятно, столица позднеримской провинции Британии — Флавии Цезариенсис, что свидетельствует о том, что Нейвенби был важным перевалочным пунктом на Эрмин-стрит. Римляне, как сообщается, сохранили небольшую базу или гарнизон в деревне, кроме того, в этом районе были обнаружены возможные Романо-британские храмы и захоронения. На археологические раскопки 2009 года, обнаружившие дорогу, фундаменты зданий и римские могилы вместе с керамикой и монетами, показали, что Нейвенби был Римской станцией технического обслуживания.
Кремации, относящиеся к периоду среднесаксонской эпохи, были обнаружены вблизи места соединения высокой дамбы с Чапел-Лейн. Позднесаксонские останки также были найдены под церковью Святого Петра и вокруг нее, что позволяет предположить, что первоначальная Римская деревня переместилась с Эрмин-стрит на Черч-Лейн и Норт-Лейн к позднесаксонскому периоду.
Саксонское имя Нейвенби неизвестно. Нынешнее название происходит от древнескандинавского «Nafni»+«by», что означает «усадьба или деревня человека по имени Нафни». В книге Судного дня 1086 года Нейвенби появляется как Нейвенби. Викинги оказали значительное влияние на Линкольншир в IX и X веках, о чем можно судить по многочисленным местным топонимам, оканчивающимся на «-by». Путь Викингов, 147-мильная (237 км) пешеходная тропа, проходящая через деревню, является постоянным напоминанием об их присутствии.

### Средневековье
Нейвенби, первоначально сельскохозяйственная деревня, стала торговым городом после получения хартии от Эдуарда Исповедника в XI веке. Позже хартия была возобновлена Вильгельмом Руфусом, Эдуардом III и Ричардом II.
Широкая главная улица, по которой фермеры когда-то гнали своих овец на рынок, является ярким свидетельством его статуса рыночного города. Когда-то в центре города была рыночная площадь, отмеченная крестом в честь королевы Элеоноры. Сегодня площадь исчезла, и крест превратился в руины.
Приходские записи существуют для Нейвенби с 1681 года, хотя записи епископов восходят к 1562 году. Согласно документам, в деревне ежегодно проводилось несколько ярмарок: ярмарка на рынке 17 октября, на которой торговали сельскохозяйственными животными; праздник в четверг перед Пасхой; и ярмарка найма, проводимая каждый майский день, на которой слуги собирались искать работу.
Записи также показывают, что часть прихода Нейвенби была закрыта в 1772 году. В то время значение Нейвенби было так велико, что здесь был построен работный дом для приходской бедноты, хотя позднее это здание было передано для других целей. В 1811 году было основано Общество больных, а в 1816 году рядом с церковью Святого Петра была построена приходская школа, оплачиваемая по подписке. После принятия в 1834 году Закона о поправках к закону о бедных округ Нейвенби стал частью Линкольнского Союза бедных юристов.

### XIX век
Когда рынок закрылся в начале XIX века, Нейвенби потерял свой статус рыночного города и вновь стал сельскохозяйственной деревней. В Пенни-Циклопедии 1839 года, изданной обществом распространения полезных знаний, деревня описывалась именно так:
Нейвенби входит в сотню Бутби Граффо, части Кестивена, на дороге из Грэнтема в Линкольн, в 124 милях [200 км] от Лондона.
Церковь частично принадлежит к Раннеанглийской и частично украшенной английской архитектуре. Окна алтаря являются очень прекрасными образцами декоративного характера, особенно восточное окно, многоугольники и узоры которого удивительно изящны.

В 1833 году было две женские школы с 18 детьми; две дневные школы с 25 детьми; одна дневная и воскресная школа с 109 детьми в неделю и 166 в воскресенье.
Многие здания были возведены в Нейвенби в течение XIX века, в том числе небольшая Методистская часовня Уэсли примерно в 1830 году, которая была полностью перестроена в 1840 году. В 1852 году был построен зал трезвости, который позже использовался в качестве второй базы Уэслианскими реформаторами.
Добровольческая пожарная команда была основана в 1844 году, состоящая из пяти человек и ручного двигателя. Провинциальная Компания «Provincial Gas Light and Coke Company» начала поставлять в деревню газовое освещение в 1857 году, а в 1867 году в трех четвертях мили (1,2 км) к западу от деревни была построена железнодорожная станция на ветке Линкольн-Грэнтем Великой Северной железной дороги.
К 1871 году декан и Капитул Линкольна был главным землевладельцем и лордом поместья Нэвенби. Ведьмин флакон был обнаружен в фундаменте фермерского дома Нэвенби в 2005 году, предположительно, около 1830 года. Считалось, что бутылка, содержащая булавки, человеческие волосы и мочу, защищает дом от злых чар.

### Новейшая история
Нейвенби был сельскохозяйственной деревней в начале XX века, но начало Первой мировой войны принесло изменения для общины. Небольшой аэродром Веллингор-Хит был открыт на земле, граничащей с Нейвенби, в 1917 году, чтобы обеспечить базу для Королевского летного корпуса и Королевской военно-морской воздушной службы. Равнинный ландшафт с его скалистой вершиной оказался идеальным местом для полетов.
Томас Эдвард Лоуренс, также известный как Лоуренс Аравийский, был размещен в соседнем РАФ Кранвелле сразу после войны, в 1926 году, где он написал пересмотренную версию своих семи столпов мудрости. Он упомянул Нэвенби в письме к своему другу в то время, говоря:
Я слишком застенчив, чтобы искать грязь. Вот почему я не могу отправиться с этими ребятами в бордель Линкольна или Нэвенби. Они думают, что это потому, что я выше их: гордый, или особенный, или "шикарный", как они говорят; и это потому, что я не знаю, что делать, как вести себя, где остановиться. Снова страх: страх повсюду.